# Football Club Tiraspol
L'FC Tiraspol, noto in precedenza come Constructorul-93 Cioburciu, era una società calcistica moldava con sede nella città di Tiraspol, capitale della Transnistria.
Fondato nel 1993, ha vinto un campionato e tre coppe. Nella stagione 2012-2013 milita nella Divizia Națională. Al termine della stagione 2014-2015 ne è stato annunciato lo scioglimento.

## Storia
Il club fu fondato a Chișinău nel 1993 con il nome di Constructorul Chișinău. Disputa il campionato di Divizia A fino al 1994-1995 quando viene promosso nella massima serie. Nella prima stagione della Divizia Naṭională arriva terzo e vince la Cupa Moldovei. L'anno successivo conquista lo scudetto e fino alla fine degli anni novanta si rileva essere una delle migliori squadre moldave vincendo un'altra coppa nel 1999-2000. Nel 2000 la squadra viene squalificata per un anno dalle competizioni europee a seguito di numerose violazioni delle norme di sicurezza in occasione di un incontro con il CSKA Sofia.
Nel 2001 si trasferisce dalla capitale a Cioburciu e cambia nome in Constructorul-93 Cioburciu. Alla fine della stagione 2001-2002, terminata al quarto posto, a causa della morte del principale finanziatore la squadra si trasferisce a Tiraspol assumendo il nome attuale. Nella città della Transnistria il FC Tiraspol è alle prese con la più forte squadra del periodo, lo Sheriff. Il miglior risultato del decennio è il terzo posto nel 2005-2006 al quale seguono diversi campionati terminati nella parte bassa della classifica. Nel 2012-2013 eguaglia la sua miglior prestazione in campionato e vince la sua terza cupa moldovei.
Al termine della stagione 2014-2015 ne è stato annunciato lo scioglimento.

## Incontri internazionali
L'esordio in campo internazionale avviene nella Coppa delle Coppe 1996-1997, giocata grazie al successo nella coppa nazionale l'anno precedente. Nel turno preliminare sconfigge gli israeliani del Hapoel Rishon LeZion grazie alla regola del gol fuori casa ma interrompe il cammino il turno successivo, battuto in entrambi gli incontri dal Galatasaray.
La vittoria del campionato permette al club di esordire in Champions League nel 1997-1998 dove però non supera il turno preliminare, eliminato dai bielorussi del FC Slavia Mozyr dopo aver pareggiato l'incontro di andata in casa. Anche gli anni successivi partecipa alle coppe europee non superando mai il turno. Nella Coppa UEFA 2000-2001 perde 8-0 in Bulgaria contro il CSKA Sofia e viene squalificato per gravi problemi di sicurezza. Disputa ancora la Coppa UEFA 2004-2005 (eliminato al secondo turno dopo aver battuto gli armeni del FC Shirak) e due edizioni della Coppa Intertoto, nel 2006 e nel 2008.

## Rosa 2014-2015
Rosa aggiornata il 28 agosto 2014.
| N. |                     | Ruolo | Calciatore          |
| -- | ------------------- | ----- | ------------------- |
| 1  | Moldavia (bandiera) | P     | Maxim Copeliciuc    |
| 3  | Spagna (bandiera)   | D     | Eric Barroso        |
| 4  | Ucraina (bandiera)  | D     | Dmytro Matvienko    |
| 5  | Moldavia (bandiera) | D     | Andrei Novicov      |
| 6  | Ucraina (bandiera)  | C     | Evgen Smirnov       |
| 7  | Ucraina (bandiera)  | C     | Jevhen Zaričnjuk    |
| 8  | Ucraina (bandiera)  | C     | Serhij Šapoval      |
| 9  | Moldavia (bandiera) | A     | Gheorghe Ovseanicov |
| 10 | Moldavia (bandiera) | A     | Oleg Molla          |
| 11 | Moldavia (bandiera) | A     | Gheorghe Boghiu     |
| 12 | Moldavia (bandiera) | P     | Vladimir Livsit     |
| 13 | Romania (bandiera)  | D     | Bogdan Hauși        |
| 14 | Moldavia (bandiera) | C     | Vadim Rață          |

| N. |                       | Ruolo | Calciatore         |
| -- | --------------------- | ----- | ------------------ |
| 15 | Bulgaria (bandiera)   | A     | Georgi Karaneychev |
| 16 | Ucraina (bandiera)    | D     | Oleg Ermak         |
| 17 | Moldavia (bandiera)   | C     | Valentin Bîrdan    |
| 18 | Montenegro (bandiera) | D     | Marko Vidović      |
| 19 | Moldavia (bandiera)   | D     | Anatolie Boeștean  |
| 20 | Moldavia (bandiera)   | C     | Alexandru A. Grosu |
| 21 | Moldavia (bandiera)   | A     | Eugeniu Rebenja    |
| 22 | Moldavia (bandiera)   | A     | Andrei Macrițchii  |
| 23 | Moldavia (bandiera)   | C     | Victor Bulat       |
| 24 | Moldavia (bandiera)   | C     | Igor Poiarcov      |
| 25 | Bulgaria (bandiera)   | P     | Georgi Georgiev    |
| 26 | Armenia (bandiera)    | D     | Artiom Haceaturov  |
| 27 | Brasile (bandiera)    | C     | Ademar             |
| 77 | Ucraina (bandiera)    | D     | Kyrylo Sydorenko   |

## Rosa 2012-2013
| N. |                         | Ruolo | Calciatore             |
| -- | ----------------------- | ----- | ---------------------- |
| 1  | Moldavia (bandiera)     | P     | Maxim Copeliciuc       |
| 2  | Ucraina (bandiera)      | D     | Maksym Maksymenko      |
| 3  | Ucraina (bandiera)      | C     | Fyodor Yemelyanov      |
| 4  | Moldavia (bandiera)     | C     | Constantin Mandricenco |
| 5  | Sierra Leone (bandiera) | C     | Tommy Abu              |
| 6  | Ucraina (bandiera)      | D     | Pavlo Yanchuk          |
| 7  | Moldavia (bandiera)     | C     | Vitalie Bulat          |
| 8  | Ucraina (bandiera)      | C     | Serhij Šapoval         |
| 9  | Moldavia (bandiera)     | A     | Alexandru Popovici     |
| 10 | Moldavia (bandiera)     | C     | Vasile Soltan          |
| 12 | Ucraina (bandiera)      | P     | Pavel Poshtarenko      |
| 13 | Moldavia (bandiera)     | A     | Mihail Tsurkan         |
| 14 | Ucraina (bandiera)      | C     | Jevhen Zaričnjuk       |

| N. |                     | Ruolo | Calciatore             |
| -- | ------------------- | ----- | ---------------------- |
| 15 | Bulgaria (bandiera) | A     | Georgi Karaneychev     |
| 16 | Moldavia (bandiera) | C     | Igor Costrov           |
| 17 | Ucraina (bandiera)  | D     | Oleksandr Feshchenko   |
| 17 | Guinea (bandiera)   | C     | Ibrahima Camara        |
| 19 | Moldavia (bandiera) | D     | Anatolie Boeștean      |
| 20 | Moldavia (bandiera) | C     | Alexandru A. Grosu     |
| 21 | Moldavia (bandiera) | A     | Alexandru Sergiu Grosu |
| 22 | Moldavia (bandiera) | D     | Serghei Diulgher       |
| 23 | Moldavia (bandiera) | C     | Victor Bulat           |
| 24 | Moldavia (bandiera) | D     | Alexandru Scripcenco   |
| 25 | Bulgaria (bandiera) | P     | Georgi Georgiev        |
| 26 | Guinea (bandiera)   | D     | Djibril Paye           |
| 27 | Brasile (bandiera)  | C     | Fred                   |

## Nomi ufficiali
Nella sua storia il club ha assunto i seguenti nomi ufficiali:
- Constructorul Chișinău (1993-2001)
- Constructorul-93 Cioburciu (2001-2002)
- Fotbal Club Tiraspol (dal 2002)

## Palmarès

### Competizioni nazionali
- Campionato moldavo: 1

1996-1997 (come Constructorul Chișinău)
- Coppe di Moldavia: 3

1995-1996, 1999-2000 (come Constructorul Chișinău), 2012-2013
- Divizia A: 1

1994-1995
- Divizia B: 1

1993-1994

### Altri piazzamenti
- Campionato moldavo:

Secondo posto: 1998-1999, 2013-2014
Terzo posto: 1995-1996, 1997-1998, 1999-2000, 2005-2006, 2012-2013
- Coppa di Moldavia:

Finalista: 1997-1998, 1998-1999, 2006-2007
Semifinalista: 2000-2001, 2002-2003, 2007-2008, 2008-2009, 2014-2015
- Supercoppa di Moldavia:

Finalista: 2013
- Coppa Intertoto UEFA:

Finalista: 2006

## Statistiche e record

### Statistiche nelle competizioni UEFA
Tabella aggiornata alla fine della stagione 2018-2019.
| Competizione                  | Partecipazioni | G  | V | N | P | RF | RS |
| ----------------------------- | -------------- | -- | - | - | - | -- | -- |
| UEFA Champions League         | 1              | 2  | 0 | 1 | 1 | 3  | 4  |
| Coppa delle Coppe             | 2              | 6  | 1 | 1 | 4 | 3  | 10 |
| Coppa UEFA/UEFA Europa League | 5              | 12 | 3 | 1 | 8 | 13 | 28 |
| Coppa Intertoto               | 3              | 12 | 3 | 5 | 4 | 11 | 15 |

## Stadio
Il club disputava i suoi incontri casalinghi nello Stadionul municipal, impianto dotato di 9 030 posti.